# Bürgernutzen
Bürgernutzen ist ein städtisches Vermögen mit Nutzungsrecht durch die Bürger. Unter anderem zählt dazu das Gabholz, ein altes Gewohnheitsrecht, das auch heute noch in verschiedenen Gemeinden in Kraft ist. Danach können die alteingesessenen Einwohner pro Jahr eine bestimmte Menge an Brennholz kostenlos von der Gemeinde beziehen, wenn sie die entsprechenden Voraussetzungen erfüllen.

## Geschichte
Schon seit dem Mittelalter gibt es dieses Recht, Holz aus dem gemeindeeigenen Wald zu erhalten. Der Wald war ein Bestandteil der Allmende und während sich die anderen Rechte wie Mastungs- und Weiderecht, Mühlrecht, Fischrecht und andere Rechte verändert haben, blieb der Bürgernutzen auf Holzbezug bis heute erhalten.

## Deutschland
In der badischen Gemeindeordnung von 1831 wurde dieses Gewohnheitsrecht gesetzlich geregelt. Entweder erbte es jeweils der älteste Sohn eines Nutzbürgers oder ein Mann ließ sich mit frühestens 25 Jahren in die Warteliste eintragen. Starb ein Nutzbürger oder verließ er die Gemeinde, dann rückte der nächste auf der Warteliste nach und kaufte sich mit einer Gebühr lebenslang in den Bürgernutzen ein. Jährlich wurde der Holz-Ster öffentlich verlost, so dass die Qualität des Holzes und der Platz, wo das Holz im Wald lag, dem Los überlassen wurde. Das Holz wurde als Brenn- oder Bauholz verwendet.
Die badische Gemeindeordnung von 1921 schaffte dieses Recht für Gemeinden mit über 10.000 Einwohner ab. In der ab 1955 gültigen Gemeindeordnung von Baden-Württemberg war der Bürgernutzen nur noch für Gemeinden mit unter 3.000 Einwohnern erlaubt. Das Gesetz über das Gemeindegliedervermögen von 1966 bestimmt, dass alle ehemals badischen Gemeinden das Nutzbürgerrecht auslaufen lassen müssen.

## Schweiz
In der Schweiz wird Gabholz auch heutzutage noch gewährt. Beispielsweise hat 2004 die Gemeinde Rothenfluh ein neues Gabholzreglement erlassen.

## Nutzbürger
Nutzbürger sind die Gemeindemitglieder, denen jährlich eine bestimmte Menge Holz aus dem gemeindeeigenen Wald zur privaten Verwendung zusteht.